# Eusandalum californicum
Eusandalum californicum är en stekelart som beskrevs av Girault 1917. Eusandalum californicum ingår i släktet Eusandalum och familjen hoppglanssteklar. Inga underarter finns listade i Catalogue of Life.